# Drňa
Drňa é um município da Eslováquia, situado no distrito de Rimavská Sobota, na região de Banská Bystrica. Tem 12,31 km² de área e sua população em 2018 foi estimada em 213 habitantes.

## Demografia
| Ano:        | 1994 | 2004    | 2014 | 2024   |
| ----------- | ---- | ------- | ---- | ------ |
| Broj ljudi: | 188  | 225     | 225  | 210    |
| Razlika:    |      | +19,68% | +0%  | -6,66% |

| Ano:               | 2023 | 2024   |
| ------------------ | ---- | ------ |
| Número de pessoas: | 212  | 210    |
| Diferença:         |      | -0,94% |